# 丸山哲弘
丸山 哲弘（まるやま てつひろ）は、日本の漫画家。東京アニメーター学院卒業後、石山東吉のアシスタントを務めた。現在は主に秋田書店で執筆している。以前のペンネームは哲弘（てつひろ）であった。

## 概要
ナンセンスギャグ漫画を描く事が多い。作中の登場人物が車田正美風の必殺技を繰り出すことがある。
漫画家としての活動は、哲弘名義で「チャンピオンRED」（秋田書店）での『不良愛煙家集団ヤニーズ』の連載がデビューである。同作品はコミックスが1巻しか出ず、残りの話が未収録状態だったものの、後に『週刊少年チャンピオン』（秋田書店）で『椿ナイトクラブ』が連載されたことがきっかけとなり、全3巻の復刻版が出された。
- 2002年、「チャンピオンRED」10月号より、『不良愛煙家集団ヤニーズ』を連載。
- 2006年、「週刊少年チャンピオン」18号より、『椿ナイトクラブ』を連載。
- 2008年11月、「週刊少年チャンピオン」51号より、『ムラマサ』を連載。
- 2011年11月、「週刊少年チャンピオン」51号より、『琉神マブヤー』のコミカライズ作品を連載。同時にペンネームを哲弘から丸山哲弘に変更。
- 2012年1月、電子書籍「ムチューコミック ドライブ」、「COMIC LIVE! DRIVE」（BookLive）にて『ガルガリン』を哲弘名義で連載。
- 2013年5月、「週刊少年チャンピオン」26号より、『3LDKの花子さん』を連載。
- 2019年、フジテレビTWO放送の戸塚純貴主演ドラマ『純喫茶に恋をして』にて、作中漫画を担当。

## 作品リスト
- 不良愛煙家集団ヤニーズ - チャンピオンRED、REDコミックス1巻、のちチャンピオンコミックス全3巻
- 椿ナイトクラブ - 週刊少年チャンピオン、全7巻
- ムラマサ - 週刊少年チャンピオン、全5巻
- 琉神マブヤー - 週刊少年チャンピオン、全3巻
- ガルガリン - COMIC LIVE! DRIVE、全1巻電子書籍のみ
- 3LDKの花子さん - 週刊少年チャンピオン、全2巻未完
- YouTubeの動画漫画の漫画作品の制作

## 師匠
- 石山東吉